# Seiu Itō
Seiu Itō (伊藤晴雨, Itō Seiu), aussi romanisé en Seiyu Itoh, est un artiste japonais né le 3 mars 1882 à Tokyo et mort le 28 janvier 1961 dans cette même ville. Considéré comme un des derniers maîtres des estampes ukiyo-e, il est surtout connu pour ses représentations de scènes de torture et de servitude inspirées de l'époque Edo qui lui valent la réputation de « père du bondage japonais moderne ». Il s'est aussi investi dans des recherches sur les coutumes traditionnelles et la vie quotidienne du quartier de Bunkyō à Tokyo.  

## Biographie
Hajime Itō (伊藤一, Itō Hajime) naît dans le district d'Asakusa d'un père qui travaille le métal et s'est formé à la sculpture, notamment sur ivoire. Il commence ses études de peinture en 1890 et adopte à l'âge de 13 ans le pseudonyme de Seiu (lecture sino-japonaise des kanji pour les mots « clair » et « pluie »).
Vers 1907, il commence à travailler pour des journaux. Il y dessine des affiches de spectacles et illustre des feuilletons ou des contes historiques (kōdan).
De 1909 jusqu'à sa mort en 1961, il vit à Bunkyō, dans le district de Komagome-sakamachi (aujourd'hui Sendagi). Pendant cette période, il peint de nombreuses scènes illustrant la vie dans son quartier et lui consacre le recueil d'essais Histoire picturale de Bunkyō-Ku (文京区絵物語, Bunkyō-ku e-monogatari).
Il engage comme modèle en 1919 une jeune étudiante en école d'art, Kise Sahara. Elle devient sa deuxième épouse après qu'elle est tombée enceinte de lui.
Itō manifeste un intérêt prononcé pour le kabuki et d'autres arts de la période Edo. Inspiré par les pratiques de cette époque, il acquiert surtout sa renommée en se spécialisant dans le shibari-e (peinture de femmes ligotées) et le seme-e (peintures de scènes de tortures) : sa technique, pour éviter de contraindre trop longtemps son modèle dans des poses douloureuses, consiste à le ligoter et à en faire prendre des photographies dont il s'inspire ensuite pour ses peintures . Ainsi, une de ses œuvres les plus connues est un dessin qui imite l'ukiyo-e de Yoshitoshi intitulée La maison solitaire sur Adachi Moor dans la province de Michinoku : le modèle est son épouse enceinte, qu'il a fait suspendre la tête en bas. L'ouvrage Photographies d'Itō Seiyu : Images de femmes torturées (伊藤晴雨写真帖 : 責め絵の女, Itō Seiyu shashinjō : Seme-e no onna) publie en 1996 plusieurs de ces images.
|                               |
| Estampe de Yoshitoshi (1885). |

|                                              |
| Photographie supervisée par Seiu Ito (1921). |

Pressé par la censure à partir de 1930, Itō rencontre de plus en plus de difficultés pour travailler, et finit par perdre l'essentiel de sa fortune. Une grande partie de ses œuvres est détruite lors des bombardements de Tokyo de 1945. 
Il meurt en 1961 après à son domicile tokyoïte, à l'âge de 78 ans.

## Hommages
En 1960, il est récompensé par la Japan Artists Association (日本美術家連盟, Nihon Bijutsuka Renmei). 
Le réalisateur Noboru Tanaka lui consacre en 1977 le film érotique Beauty's Exotic Dance: Torture! de la série « Romance pornographique » de la société de production Nikkatsu.
Une collection de ses peintures de fantômes est exposée en 2016 au musée d'Edo-Tokyo.

## Exemples d’œuvres
|                                                               |
| Ubume, fantôme d'une femme morte en couches portant son bébé. |

|                                                       |
| Portrait d'une femme morte avec une profonde rancune. |

|                                                         |
| Fantôme de chat sur une urne, appelant l'âme d'un mort. |

|                                                                  |
| Umi bozu, capitaine de navire combattant un monstre marin géant. |

|                                                |
| Komatsu, femme diabolique dévorée par un loup. |

|  |
|  |

|  |
|  |

|  |
|  |

|  |
|  |

|  |
|  |

## Publications
- 日本刑罰風俗図史, Nihon keibatsu fūzoku zushi, Une histoire illustrée des punitions et des coutumes japonaises, Fujisawa Morihiko (藤澤衛彦) et Itō Seiyu (伊藤晴雨), Ikkōdō (粹古堂), Tokyo, 1948
- 文京区絵物語, Bunkyō-ku emonogatari, Histoire picturale du district de Bunkyō, Bunkyō-Times (文京タイムス), 1952
- 危機一髪畫譜, Kiki ippatsu gafu, Images d'une quasi-catastrophe, Ikkōdō (粹古堂), Tokyo, 1952
- 與力同心岡ツ引, Ikkōdō (粹古堂), Tokyo, 1952
- 性犯罪と私刑, Seihanzai à Shikei, Crimes sexuels et justice vigilante, Ikkōdō (粹古堂), Tokyo, 1952
- 責の話, Seme no hanashi, Histoires de torture, Ikkōdō (粹古堂), Tokyo, 1952
- 責のモデル写真集 第一集〜第三集, Seme no moderu shashinshū, dai isshū kara dai sanshū, Collections d'images de modèles torturés, numéros un à trois, Ikkōdō (粹古堂), Tokyo, 1 952
- 江戸時代探奇伝説絵巻, Edo jidai tanki densetsu emaki, Exploration des manuscrits de la période Edo avec d'étranges légendes, Ikkōdō (粹古堂), Tokyo, 1952
- 美人十二支責め繪巻, Bijin jūnishi seme emaki, Parchemin d'images avec des images de torture de belles femmes des 12 signes du zodiaque, Ikkōdō (粹古堂), Tokyo, 1952
- 伊藤晴雨 自画自伝, Itō Seiyu : Jiga jiden, Itō Seiyu : Esquisses biographiques, Fukutomi Tarō, Shinchōsha Publishing Co, Ltd. (新潮社), Tokyo, 1996
- 伊藤晴雨写真帖 : 責め絵の女, Itō Seiyu shashinjō : Seme-e no onna, Photographies d'Itō Seiyu : Images de femmes torturées, Shinchōsha Publishing Co, Ltd. (新潮社), Tokyo, 1996
- 美人乱舞―責め絵師 伊藤晴雨頌, Bijin rambu - Seme eshi Itō Seiyu ju, La danse sauvage de la belle fille - Vers d'Itō Seiyu, le maître des images de torture, Yudachisha (弓立社), Tokyo, 1997
- 江戸と東京風俗野史, Edo à tōkyō fūzoku yashi, Chronique non officielle de Tokyo et des coutumes d'Edo, Kokusho Kankōkai (国書刊行会), Tokyo, 2001
- 伊藤晴雨・晴雨秘帖, Itō Seiyu - Seiyu hichō, Itō Seiyu - Les documents secrets de Seiyu, Futami shobō (二見書房), Tokyo, 2002